# К
К (gemen: к) är en bokstav i det kyrilliska alfabetet. Den uttalas som k i det latinska alfabetet och härstammar från bokstaven Kappa i det grekiska alfabetet. Bokstaven ser ungefär likadan ut som den latinska motsvarigheten, men de sneda linjerna i den versala bokstaven (К) brukar återges något krokiga och den gemena bokstaven (к) ser till skillnad från i det latinska alfabetet ut som en mindre version av versalen. Vid transkribering av ryska skriver man k i svensk text och [k] i IPA. Vid translitteration till latinska bokstäver enligt ISO 9 motsvaras bokstaven också av k.

## Teckenkoder i datorsammanhang
| Teckenkoder        | Versal: К                  | Gemen: к                 |
| ------------------ | -------------------------- | ------------------------ |
| Namn (Unicode)     | CYRILLIC CAPITAL LETTER KA | CYRILLIC SMALL LETTER KA |
| Kodpunkt (Unicode) | U+041A                     | U+043A                   |
| HTML               | &#1050;                    | &#1082;                  |